# Héctor Lindo Fuentes
Héctor Lindo Fuentes (San Salvador, 18 de octubre de 1952) es un historiador salvadoreño. Es uno de siete hijos del matrimonio del diplomático, poeta y escritor Hugo Lindo y Carmen Fuentes, y uno de sus hermanos es el también escritor y poeta Ricardo Lindo Fuentes.
Ostenta el grado de Ph.D. en Historia de la Universidad de Chicago, y se ha desempeñado como catedrático en varias universidades de los Estados Unidos y Centroamérica, en materias relacionadas con la historia, economía y educación en América Latina y especialmente de Centroamérica.
Asimismo ha ejercido numerosos cargos científicos y culturales, entre ellos: presidente de la Comisión Nacional de Ciencia Educación y Desarrollo de El Salvador, presidente del Consejo de Fiduciarios del Centro de Investigaciones Regionales de Centroamérica, miembro del grupo de trabajo sobre reforma educativa en América Latina del Council on Foreign Relations de Nueva York, miembro del comité organizador del V Congreso Centroamericano de Historia, y consultor del Banco Mundial y del Banco Interamericano de Desarrollo (BID).
Su obra comprende
varias conferencias en La Casa de la Cultura;  artículos publicados en el periódico digital El Faro, así como una serie de vídeos, todos ellos agrupados en un canal de Youtube para que sus conocimientos sean un servicio público y no se repitan los errores del pasado; y otro en Facebook, ampliando el anterior.
Entre sus libros...
- Historia de El Salvador (San Salvador, 1994), junto a Knut Walter.
- Central America 1821-1871: Liberalism Before Reform (Tuscaloosa, 1995).
- Comunidad, Participación y Escuelas en El Salvador (San Salvador, 2001).
- La Economía de El Salvador en el Siglo XIX (San Salvador, 2003).
- Remembering a Massacre in El Salvador: The Insurrection of 1932, Roque Dalton, and the Politics of Historical Memory (Albuquerque, 2007).
- Modernizing minds in El Salvador : education reform and the Cold War, 1960-1980 (Albuquerque, 2012).
- 1921 El Salvador en el año del Centenario de la Independencia (La Libertad, 2021) Editorial Delgado